# Vâlcelele (gmina w okręgu Buzău)
Vâlcelele – gmina w Rumunii, w okręgu Buzău. Obejmuje tylko jedną miejscowość Vâlcelele. W 2011 roku liczyła 1587 mieszkańców.